# Dorothy Bussy

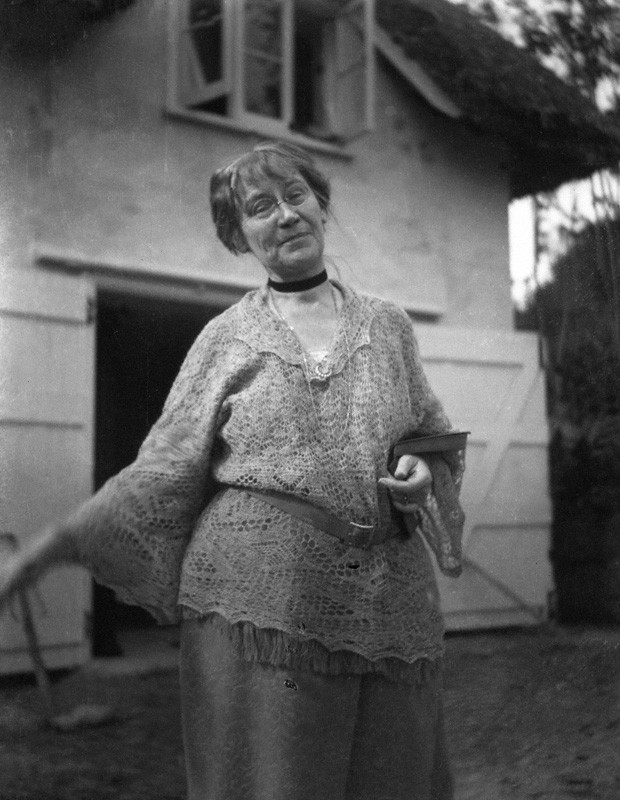
Rachel Pearsall Conn ('Ray') Strachey (de soltera Costelloe) (1887-1940). Dorothy Bussy (de soltera Strachey), ca. 1923

Dorothy Bussy (de soltera Strachey; 24 de julio de 1865 - 1 de mayo de 1960) fue una novelista y traductora inglesa, cercana al Círculo de Bloomsbury. 

## Familia e infancia

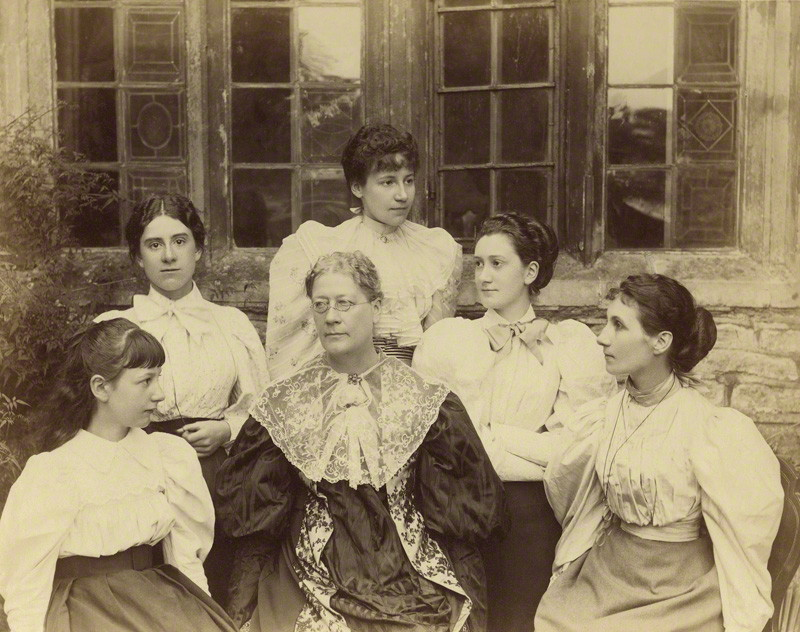
Graystone Bird (1862-1943). Señora Strachey e hijas, ca. 1893 (Dorothy es la 2.ª por la izquierda)

Dorothy Bussy era miembro de la familia Strachey, una de los diez hijos de Jane Strachey y el soldado y administrador del Imperio británico Tte. Gral. Sir Richard Strachey. Era hermana del escritor y crítico Lytton Strachey y del primer traductor inglés de Freud, James Strachey. Estudió en la escuela femenina de Marie Souvestre en Les Ruches, Fontainebleau, Francia y más tarde en Inglaterra cuándo Souvestre trasladó la escuela a Allenswood. Años más tarde fue profesora con Souvestre, y una de sus alumnas fue Eleanor Roosevelt.[cita requerida]

## Vida personal

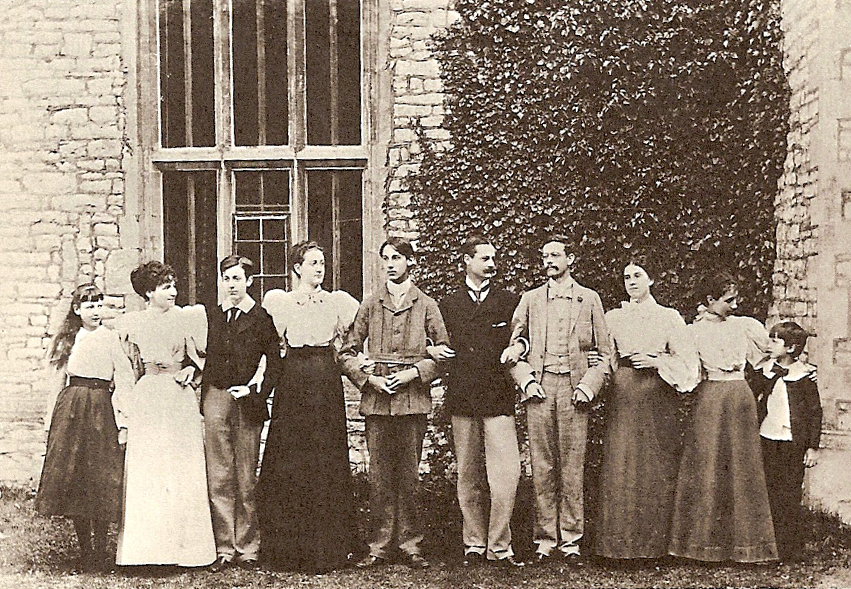
Los hijos e hijas de Sir Richard Strachey y Lady Macdonald. Dorothy es la segunda por la izquierda.

En 1903, Dorothy (37) se casó con el pintor francés Simon Bussy (1870–1954), amigo cercano de Matisse, y en la periferia del círculo de Bloomsbury. Simon era cinco años más joven y llegó a Londres como invitado de su hermana pequeña, Pernel. De familia humilde, era hijo de un zapatero de la ciudad de Dole en Jura, lo que se enfrentaba al liberalismo de, entre otros, Lady Strachey. El drama familiar "sacudió el régimen de Lancaster Gate hasta sus cimientos", y, a pesar de la desaprobación silenciosa de los Stracheys de mayor edad, Dorothy siguió decidida a casarse con él con lo que su hermano Lytton más tarde llamó "coraje extraordinario". Finalmente obtuvo la aprobación de su hermano, pese a que Lytton no le gustaba el pintor, que se negaba a comunicarse en inglés.
Se cree que Dorothy era bisexual y tuvo una aventura con Lady Ottoline Morrell, a quien su marido dibujó. Se hizo amiga de Charles Mauron, el amante de E. M. Forster.[cita requerida]
Su hija fue la pintora Jane Simone Bussy (1906-1960), que murió accidentalmente el 1 de mayo de 1960. Dorothy Bussy murió quince días más tarde.

## Obra
Bussy publicó anónimamente una novela, Olivia, en 1949, impresa por Hogarth Press, la editorial fundada por Leonard y Virginia Woolf, en la que los amores lesbianos se enredan en la atmósfera emocional y sexualmente cargada de pedagogía erótica de una escuela femenina. Además de basarse en sus propias experiencias en las escuelas de Marie Souvestre, el tema de la novela estaba ya en la película alemana de 1931 Muchachas en uniforme, distribuida en Inglaterra antes de la Segunda Guerra Mundial y en la novela de Colette, Claudine en la escuela (1900).
La novela de Bussy fue traducida al francés y apareció en Francia con una introducción de Rosamond Lehmann. En 1951, la novela fue filmada como Olivia, con los elementos lésbicos atenuados, en Francia por Jacqueline Audry. Se emitió una novela de radio de la BBC en la década de 1990.[cita requerida]  En 1999, su novela apareció en el número 35 en la lista de las '100 mejores novelas de gays y lesbianas' de Publishing Triangle.
Bussy también fue amiga cercana del autor francés ganador del Premio Nobel André Gide, a quien conoció por casualidad en el verano de 1918 cuando tenía cincuenta y dos años, y con quien entabló una vívida correspondencia. Ella le adoraba y tradujo todas sus obras al inglés. De hecho, Bussy había escrito Olivia en 1935, pero el poco entusiasmo de André Gide al leerla la convenció de dejarla en un cajón hasta su publicación. Su larga amistad a distancia duró más de treinta años. Sus cartas están publicadas en las Cartas seleccionadas de Andre Gide y Dorothy Bussy de Richard Tedeschi, y también hay una edición francesa de tres volúmenes. Las originales se conservan en la Biblioteca Británica.

## Legado
Olivia Records fue un colectivo fundado en 1973 para grabar y comercializar música femenina, llamada así en honor a la heroína de la novela de 1949 Olivia de Bussy (la heroína y la novela se llamaban Olivia).